# Hipolit Łabanowski
Hipolit Łabanowski (zm. 9 kwietnia 1831) – sędzia ziemski wileński, w powstaniu listopadowym dowódca oddziału partyzanckiego. 
Łabanowski był inicjatorem zorganizowania w dniu 5 kwietnia 1831 zasadzki na kolumnę rosyjskiej załogi Wiłkomierza, wycofującej się z miasta w kierunku Wilna. Udanie dowodził napadem aż do momentu, gdy dowódca rosyjski, generał Bezobrazow, poprosił o możliwość kapitulacji. Łabanowski przystał na tę propozycję znajomego sobie Rosjanina, nie zważając na protesty podkomendnych; co więcej, jednego z nich, Kondratowicza, który zarzucił mu zdradę, zastrzelił na miejscu. Jak się okazało, jego łatwowierność kosztowała powstańców zmarnowanie okazji na odniesienie zwycięstwa, a jego samego – życie. Kiedy bowiem tylko Rosjanie przeszli poza pozycje powstańców, pochwycili Łabanowskiego, który miał im towarzyszyć przy składaniu broni. Partyzantom nie udało się odbić dowódcy, który został wywieziony do Wilna, tam skazany na śmierć i rozstrzelany w Śnipiszkach.  

## Literatura
- Edmund Callier: Bitwy i potyczki stoczone przez wojsko polskie w roku 1831, Drukarnia Dziennika Poznańskiego, Poznań 1887, s. 60-61.